# Decymacja

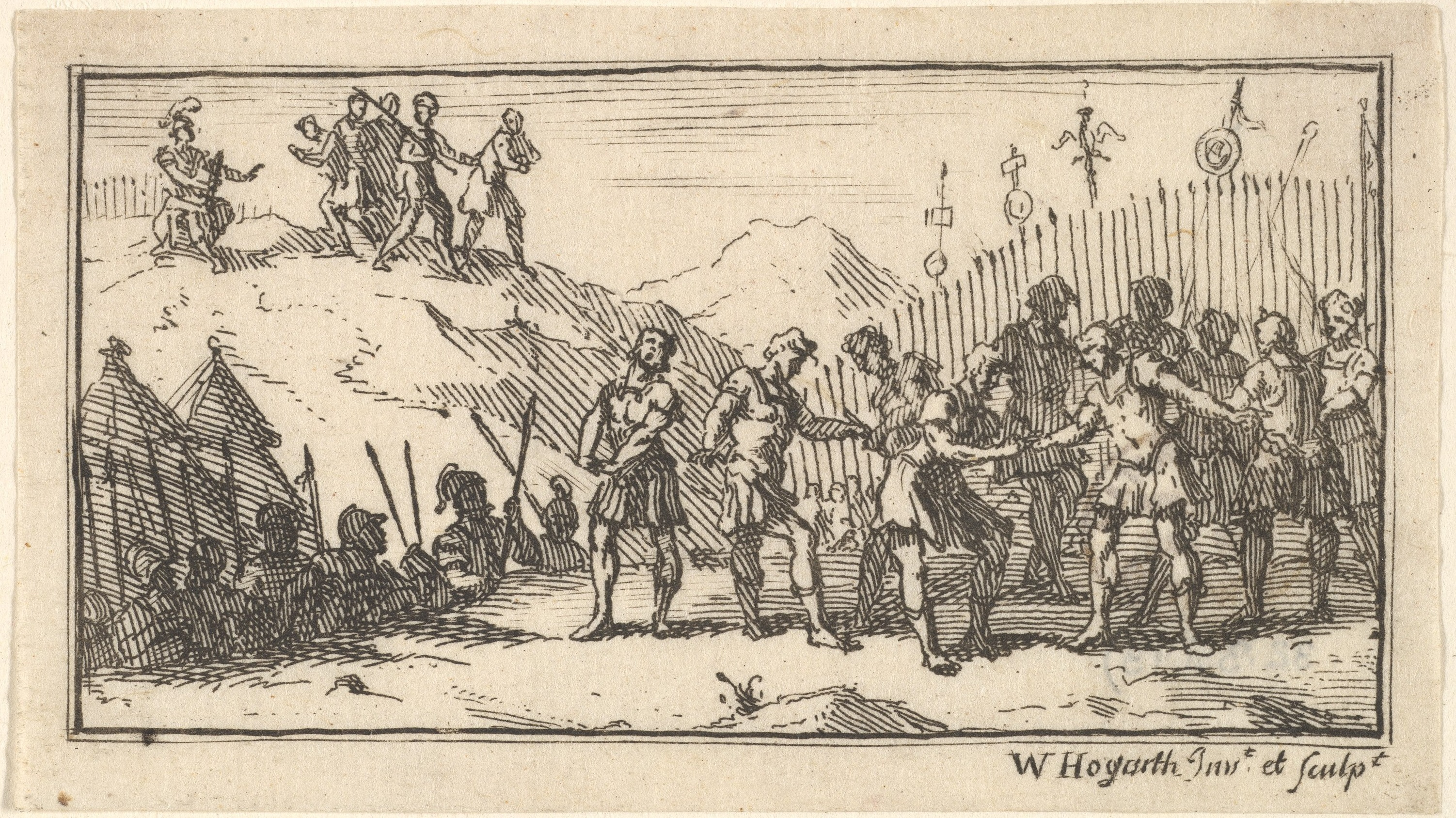
Decymacja w wojskach rzymskich (ryc. W. Hogartha)

Decymacja (łac. decimatio – dziesiątkowanie) – kara stosowana w armiach starożytnych oraz w niektórych wojskach nowożytnych państw autorytarnych, polegająca na zabiciu (ścięciu lub rozstrzelaniu) co dziesiątego żołnierza ukaranego oddziału.

## Historia
W starożytnym Rzymie stosowano ją bardzo rzadko do pacyfikacji zbuntowanych legionów oraz w stosunku do oddziałów, które uciekły z pola walki lub porzuciły swe insygnia. Każdy z 10 żołnierzy ciągnął losy, życie tracił jeden niezależnie od rangi i zasług. Pozostałym przy życiu legionistom zamiast przydziałów pszenicy wydawano jęczmień i karano dodatkowo kwaterowaniem poza umocnionym obozem do czasu, aż zmazali swoje przewiny w walce. Ze względu na poważne osłabienie stanu osobowego stopniowo zaniechano stosowania decymacji.
W czasach nowożytnych decymację stosowało dowództwo bolszewickie w czasie wojny domowej, m.in. w stosunku do oddziałów odmawiających walki przeciwko powstaniu w Kronsztadzie. W sierpniu 1914 okupacyjne wojska niemieckie w Kaliszu dokonały decymacji 800 zatrzymanych, cywilnych mężczyzn na Wzgórzu Wiatracznym. W czasie II wojny światowej był to powszechnie stosowany przez nazistów środek represji odwetowej wobec ludności cywilnej okupowanych terenów, np. w obozach koncentracyjnych jako kara za ucieczkę współwięźnia.
W popularnej literaturze przykładem decymacji jest wspomniane w powieści Potop zdziesiątkowanie jeńców ze zbuntowanych oddziałów dokonane na rozkaz księcia Janusza Radziwiłła.